# Eriocaulon bongense
Eriocaulon bongense là một loài thực vật có hoa trong họ Cỏ dùi trống. Loài này được Engl. & Ruhland mô tả khoa học đầu tiên năm 1899.